# Maigret et l'affaire Saint-Fiacre
Maigret et l'affaire Saint-Fiacre és una pel·lícula d'intriga francesa del 1959 dirigida per Jean Delannoy i protagonitzada per Jean Gabin com el famós detectiu policial Jules Maigret. Adaptació de la novel·la l'Affaire Saint-Fiacre de l'escriptor belga Georges Simenon, narra com Maigret es dirigeix en privat a ajudar la contractadora del seu difunt pare que ha rebut una amenaça de mort anònima i, tot i que no pot evitar la seva mort, desemmascara als criminals. Va formar part de la selecció oficial del Festival Internacional de Cinema de Sant Sebastià 1959.

## Argument
El comissari Maigret torna a Saint-Fiacre, el poble on va créixer, on el seu pare s'havia convertit en gerent de la família propietària del castell. La comtessa vídua li demana que hi vagi urgentment perquè ha rebut una carta on diu que morirà l'endemà, Dimecres de Cendra. Troba el castell en un estat lamentable. El seu contingut està sent venut sistemàticament pel jove ajudant de la comtessa, Sabatier, i la terra per l'administrador Gautier i el seu fill petit Émile, secretari del banc. Diuen que ho fan per finançar el fill de la comtessa, Maurice, un alcohòlic que visita la seva mare ara malalta.
A la matinada, la comtessa es dirigeix a missa a l'església del poble, i quan torna després de rebre el sagrament cau morta. El metge local Bouchardon no es sorprèn, diu a Maigret que el seu cor és feble i que ha mort per causes naturals. Quan arriba el diari local d'aquell dia, la portada informa que el jove Maurice es va suïcidar a París el dia anterior. Però Maurice és viu i s'ha precipitat en saber la mort de la seva mare. Trucant al diari, es diu que Maigret és l'última cosa que s'ha de fer. Trucant al diari, se li diu a Maigret que la informació no es va comprovar.
Convençut ara de l'existència d'una trama per robar i matar a la comtessa, Maigret inicia la seva pròpia investigació sobre el que va causar la seva mort i qui volia la seva mort. En tornar-hi, havia obert el seu missal, desaparegut. El troba amagat a la sagristia i enganxat hi havia un retall de diari amb la notícia de la mort del seu fill. En el moment de la seva mort, els diaris no havien arribat a la botiga del poble, de manera que algú va portar el retall del diari.
Sense revelar-li la mà, Maurice ha estat investigant i, mentre el cos de la seva mare continua estirat a la planta de dalt, organitza un macabre sopar per als que considera sospitosos. Al seu torn, Maigret acusa tant el metge com l'assistent de negligència, però no d'homicidi, i llavors els conspiradors eren el gerent i el seu fill, que pretenien robar a Maurice i enriquir-se. Finalment, truca a la policia local perquè se'ls emporti.

## Repartiment
- Jean Gabin: Comissari Maigret
- Michel Auclair: Maurice de Saint-Fiacre
- Valentine Tessier: Comtessa de Saint-Fiacre
- Robert Hirsch: Lucien Sabatier
- Paul Frankeur: Doctor Bouchardon
- Michel Vitold: Pare Jodet
- Camille Guérini: Gautier, l'administrador
- Serge Rousseau: Émile Gautier, el fill